# Alfred Brunner
Alfred Brunner (Brunswick, 21 de agosto de 1871 - 12 de febrero de 1936) fue un ingeniero mecánico y director de fábrica alemán. Fue el líder de un efímero partido völkisch, el Partido Socialista Alemán (DSP) iniciado por él, cuyos intentos de competir o cooperar con el primitivo NSDAP fracasaron debido a la resistencia de Hitler.

## Vida
El padre de Brunner era profesor y bibliotecario en la Universidad Técnica de Brunswick. Alfred Brunner estudió allí ingeniería mecánica y era miembro de la fraternidad Germania de Brunswick desde 1890. Tras finalizar sus estudios, trabajó inicialmente para varias empresas como ingeniero de viajes y montaje. Más tarde fue propietario de una pequeña fábrica en Düsseldorf.
Desde 1904, Brunner se ocupaba de cuestiones nacionalistas y al parecer también estaba en contacto con el movimiento nacionalista-socialista de Austria. Bajo la impresión de los acontecimientos del último año de la guerra, Brunner desarrolló un acento claramente anticapitalista. Abogó por un antisemitismo culturalmente pesimista, proclamó un «socialismo real alemán, étnico, idealista y de base biológica» y se distanció también del Deutschnationale Bewegung y del Alldeutscher Verband. En su memorándum sobre la fundación del Partido Socialista Alemán sobre una base libre de judíos y capital, que completó el 1 de diciembre de 1918, también dejó claro que entendía por ello, sobre todo, la lucha contra el «gran capital y el capital de préstamo», que supuestamente estaba principalmente en manos judías y que él distinguía del «capital industrial creador de valor». Su rechazo a todo lo «no alemán» se combinaba con un antagonismo hacia la Iglesia católica y al llamado ultramontanismo. Brunner veía al derecho romano como «judaizado» y lo asociaba con la Iglesia romana como iglesia política.
Al mismo tiempo, Brunner se esforzó por reunir a personas de ideas afines. Anunció su proyecto de programa en publicaciones nacionalistas. La Orden Germánica, que había financiado la publicación del memorándum, adoptó el programa como propio. En 1919 se fundaron independientemente otros grupos socialistas alemanes en ciudades alemanas, que reconocían a Brunner como «autor intelectual» y «fundador del partido», pero que sólo mantenían entre sí lazos organizativos poco sólidos. A partir de abril de 1920, Brunner intentó coordinar el movimiento, que en ese momento estaba formado por 35 grupos locales con unos 1.500 a 2.000 miembros, bajo una dirección central, que sin embargo no quería asumir él mismo. La conferencia fundacional del partido, prevista para abril de 1920 en Weimar, no llegó a celebrarse como consecuencia del Putsch de Kapp. La Asociación Electoral Socialista Alemana de Hannover convocó entonces por iniciativa propia una conferencia del partido en Hannover, en la que Brunner fue elegido líder y presidente. Sin embargo, la dirección del movimiento se trasladó posteriormente a Berlín, donde el profesor Emil Holtz asumió la presidencia.
Brunner también fue miembro de varias organizaciones y asociaciones nacionalistas y völkisch, como la Asociación Nacional Alemana de Asistentes Comerciales, y también estuvo cerca de la Sociedad Thule de Múnich. En el verano de 1919 fue nombrado miembro del consejo asesor de la Deutschvölkischer Schutz- und Trutzbund. Contrariamente a la información que aparece en el libro de Werner Maser "Frühgeschichte der NSDAP" (Historia temprana del NSDAP), Brunner no participó en las reuniones confidenciales de la dirección del DAP ni fue condiscípulo de Hitler. Sin embargo, el memorando de Brunner se publicó en el Münchner Beobachter el 31 de mayo de 1919 con el título "Unser politisches Programm" (Nuestro programa político) y coincidía con muchos puntos del programa de 25 puntos del NSDAP.
No obstante, cabe suponer que Brunner publicó durante este periodo una revista titulada Die Freie Meinung, que a partir de 1920 fue editada por el periódico del partido, el Deutscher Sozialist. El redactor jefe era Julius Streicher, que más tarde dirigió Der Stürmer. De octubre de 1921 a 1922, el periódico se publicó bajo el título Deutscher Volkswille.
Brunner vio en el NSDAP un posible socio para una fusión, pero no rechazó de plano el sistema democrático de partidos. En cambio, se pronunció a favor de un desarrollo reformista-evolutivo y rechazó un derrocamiento violento. En los intentos de unificación de los partidos nacionalistas, Brunner se planteó a veces unir a toda costa al DSP con el NSDAP para poder apartar a Adolf Hitler. Hitler, por su parte, se opuso a una fusión de ambos partidos en la primavera de 1921. El DSP se disolvió en otoño de 1922 después de que Julius Streicher subordinara su fuerte grupo local de Núremberg al NSDAP de Hitler y otros grupos locales siguieran su ejemplo.